# Боралдайские петроглифы
Боралдайские петроглифы (также боралдайские письмена, петроглифы Боролдая) — наскальные изображения на территории Байдибекского района Южно-Казахстанской области, в 170 км от Туркестана. Впервые обнаружены в 1905 году П. А. Комаровым. Изображены всадники, скачущие за архаром, оленем, волком, горным козлом, а также охотники с луками в руках. Встречаются знаки, схожие с Орхонскими надписями. Петроглифы разделены на две группы, одна расположена прямо на берегу реки Боралдай, другая — выше по склону. Ранние рисунки относятся к эпохе бронзы (две тысячи лет до н.э.).
В начале XXI века петроглифы находятся под угрозой разрушения из-за их лёгкой доступности.
Боралдайские петроглифы входят в составную часть места распространения наскального искусства Средней Азии, Казахстана и Южной Сибири. В наскальных рисунках выделяют 4 хронологических последовательностей, которым приняты следующие этнокультурные циклы:
1. Эпоха неолита (II тыc. до н.э.). Особое значение занимает финальный этап.
2. Ранний железный век ( I тыс. до н.э.) с выделением скифо-сакского «звериного стиля» VII-Vвв. до н.э. со своей орнаментальностью и декоративностью.
3. Тюркский пласт проявлен слабо и невыразителен - тамгообразные козлы, тамги (VI-IX вв.).
4. Казахские и суфийские циклы (ХV - XIX вв.). «Суфийские» сюжеты (эпиграфика) следует отнести к эпохе казахских ханств и даже к более позднему времени в связи с проникновением ислама в казахские степи.